# دنیاگیری کووید-۱۹ در فنلاند
دنیاگیری کووید-۱۹ در فنلاند بخشی از دنیاگیری بیماری کروناویروس ۲۰۱۹ در جهان است. 
اولین مورد تأیید شده در فنلاند در ۲۹ ژانویه ۲۰۲۰ در روستای ایوالو اعلام شد، وی یک گردشگر چینی بود که از شهر ووهان به این روستا آمده بود.